# Astrid Crabo
Astrid Crabo (Täby, 10 de julio de 1971) es una deportista sueca que compitió en bádminton. Ganó una medalla de bronce en el Campeonato Mundial de Bádminton de 1995, en la prueba de dobles mixto.

## Palmarés internacional
| Campeonato Mundial | Campeonato Mundial | Campeonato Mundial | Campeonato Mundial |
| Año                | Lugar              | Medalla            | Prueba             |
| ------------------ | ------------------ | ------------------ | ------------------ |
| 1995               | Lausana (Suiza)    | Medalla de bronce  | Dobles mixto       |